# General Grant National Memorial
Ne doit pas être confondu avec Mémorial Ulysses S. Grant.
 (novembre 2020).
Si vous disposez d'ouvrages ou d'articles de référence ou si vous connaissez des sites web de qualité traitant du thème abordé ici, merci de compléter l'article en donnant les références utiles à sa vérifiabilité et en les liant à la section « Notes et références ».
Le General Grant National Memorial ou plus simplement la Grant's Tomb est un mausolée renfermant le corps du général Grant, 18e président des États-Unis, qui fut l'un des principaux acteurs de la guerre de Sécession. Il est construit dans le quartier de Morningside Heights dans le nord de Manhattan, à New York. Le mémorial est construit à proximité du Riverside Park, qui surplombe l'Hudson. C'est la ville de New York qui a été choisie pour accueillir le monument, car Grant s'y rendait fréquemment, et voulait rendre hommage aux habitants de Big Apple qui l'avaient soutenu pendant les dernières années de sa vie.
Le principal bâtiment du mémorial est l'œuvre de l'architecte américain John Duncan qui imagina une structure en granite et en marbre. Les travaux furent achevés en 1897. La gestion du site, qui représente le plus grand mausolée des États-Unis, est assurée par la National Park Service, qui s'occupe également de la statue de la Liberté. Pour concevoir le bâtiment, Duncan se serait inspiré de l'un des premiers mausolées connus, qui était également l'une des Sept Merveilles du monde, le mausolée d'Halicarnasse, mais étant donné que peu de plans précis existaient, il prit aussi modèle sur d'autres bâtiments funéraires. Le bâtiment fut payé par une large contribution publique. Plus d'un million de personnes assistèrent à la parade funéraire de Grant tenue en 1885. D'une longueur totale de 11 km, elle fut marquée par la présence de plusieurs généraux de l'Union (États du Nord pendant la guerre) et des États du Sud confédérés, ainsi que du président Grover Cleveland. La tombe fut inaugurée le 27 avril 1897, à l'occasion des 75 ans de la naissance d'Ulysses S. Grant, et l'événement rassembla presque autant de monde que la parade funéraire, mais cette fois-ci en présence du président William McKinley.

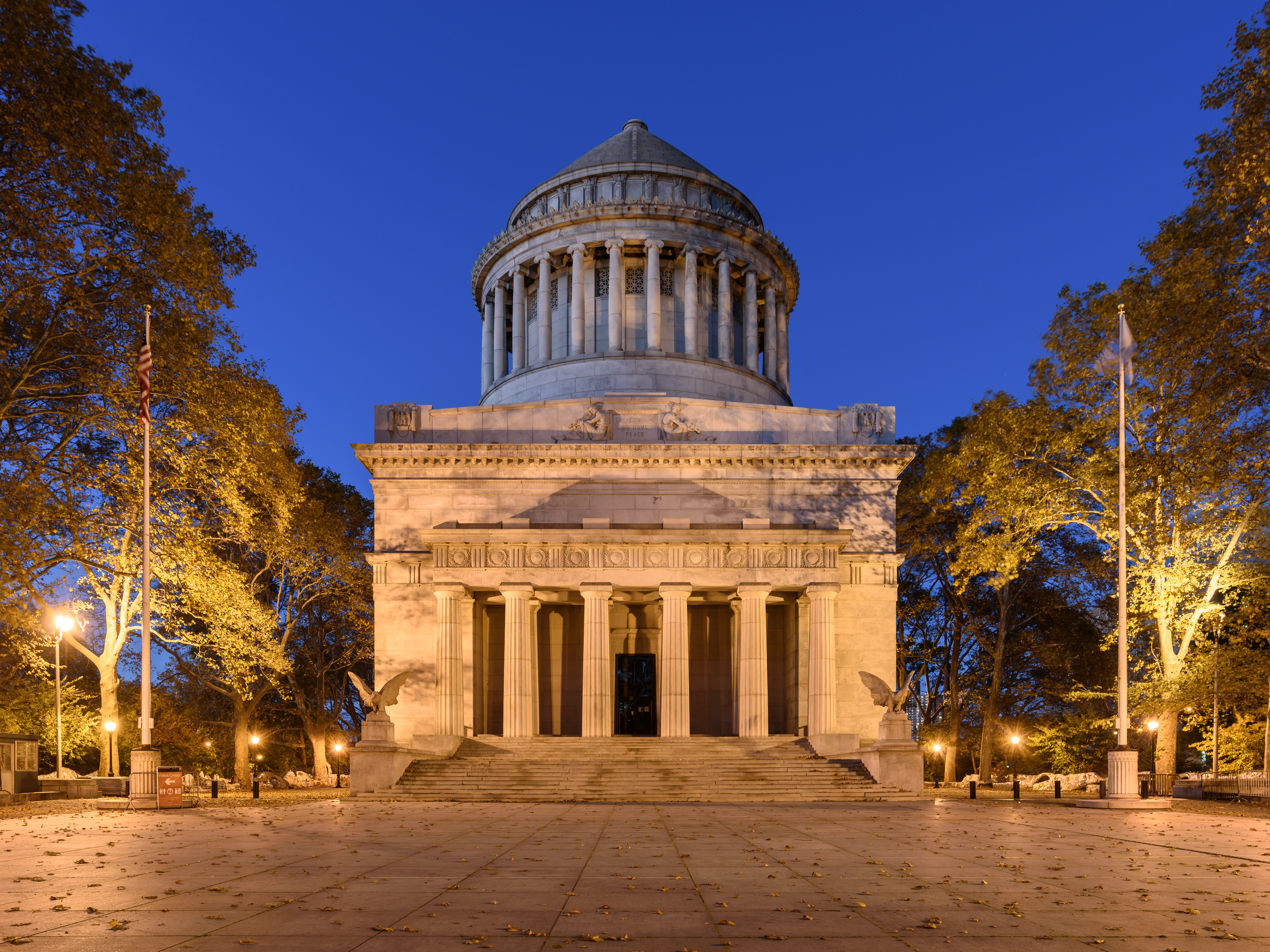
Vue nocturne du General Grant National Memorial en 2016.